# Rét-patak
A Rét-patak Égerszög település nyugati határában, Borsod-Abaúj-Zemplén vármegyében, mintegy 290 méteres tengerszint feletti magasságban ered. A patak forrásától kezdve keleti irányban halad, majd Perkupa településnél éri el a Bódva folyót.
A Rét-patakban 8 halfaj él.

## Part menti települések
- Égerszög
- Szőlősardó
- Perkupa